# Launstroff
Launstroff é uma comuna francesa na região administrativa de Grande Leste, no departamento de Moselle. Estende-se por uma área de 7,81 km². Em 2010 a comuna tinha 269 habitantes (densidade: 34,4 hab./km²).